# マルビン・チャベス
マルビン・チャベス（Marvin Antonio Chávez、1983年11月3日 - ）は、ホンジュラスの元サッカー選手。元ホンジュラス代表。ポジションはフォワード。

## 来歴
2006年にホンジュラス代表でデビュー。2009、2013 CONCACAFゴールドカップにも出場、2大会ともベスト4となった。2014 FIFAワールドカップのメンバーにも選出、2試合に出場した。2014年までに48試合に出場、4得点をあげた。

## 代表歴

### 出場大会
- ホンジュラス代表
  - 2014 FIFAワールドカップ

### 試合数
- 国際Aマッチ 48試合 4得点（2006年-2014年）[1]

| ホンジュラス代表 | 国際Aマッチ | 国際Aマッチ |
| 年               | 出場        | 得点        |
| ---------------- | ----------- | ----------- |
| 2006             | 3           | 0           |
| 2007             | 1           | 0           |
| 2008             | 1           | 0           |
| 2009             | 13          | 1           |
| 2010             | 1           | 0           |
| 2011             | 8           | 1           |
| 2012             | 3           | 1           |
| 2013             | 9           | 1           |
| 2014             | 9           | 0           |
| 通算             | 48          | 4           |